# Jadung
Jadung is een bestuurslaag in het regentschap Sumenep van de provincie Oost-Java, Indonesië. Jadung telt 3206 inwoners (volkstelling 2010).